# 1923-as vívó-világbajnokság
Az 1923-as vívó-világbajnokság – eredetileg Európa-bajnokságként – a harmadik világbajnokság volt a vívás történetében, és a hollandiai Hágában rendezték meg. Kettő versenyszámban avattak világbajnokot.
A Nemzetközi Vívószövetség (FIE) 1937-ben ismerte el világbajnokságokként az Európában 1921-től 1936-ig évente megrendezett nemzetközi vívóbajnokságokat, így lett utólag ez a verseny a harmadik világbajnokság.

## Éremtáblázat
*   Rendező nemzet
| Helyezés | Nemzet        | Arany | Ezüst | Bronz | Összesen |
| -------- | ------------- | ----- | ----- | ----- | -------- |
| 1.       | Hollandia     | 2     | 1     | 1     | 4        |
| 2.       | Franciaország | 0     | 1     | 1     | 2        |
| Összesen | Összesen      | 2     | 2     | 2     | 6        |

## Eredmények

### Férfi
| Versenyszám      | Arany                      | Ezüst                         | Bronz                              |
| ---------------- | -------------------------- | ----------------------------- | ---------------------------------- |
| Párbajtőr egyéni | Wouter Brouwer · Hollandia | Arie de Jong · Hollandia      | Roger Ducret · Franciaország       |
| Kard egyéni      | Arie de Jong · Hollandia   | Marc Perrodon · Franciaország | Henri Wijnoldy-Daniëls · Hollandia |